# Pickens 200 1962
Pickens 200 1962 var ett stockcarlopp ingående i Nascar Grand National Series (nuvarande Nascar Cup Series) som kördes 14 juli 1962 på den 0,5 mile (804,672 meter) långa ovalbanan Greenville-Pickens Speedway i Easley, precis väster om Greenville i South Carolina. Totalt avverkades 100 miles (160,934 km) fördelat på 200 varv. Banunderlaget var dirt. Loppet vanns av Richard Petty i en Plymouth på tiden 1:36.26 körande för Petty Enterprises. Pettys snitthastighet var 62,219 mph. Han var vid målgång ensam förare på ledarvarvet, tre varv före tvåan Jack Smith. Det var Pettys 8:e vinst av totalt 200 i karriären. Prispotten uppgick till 4 575 dollar, varav 1 000 dollar gick till segraren.

## Resultat
| Plc     | Nr  | Förare         | Team/ bilägare        | Konstruktör | Start | Varv | Ledda varv |
| ------- | --- | -------------- | --------------------- | ----------- | ----- | ---- | ---------- |
| 1       | 43  | Richard Petty  | Petty Enterprises     | Plymouth    | 4     | 200  | i.u.       |
| 2       | 47  | Jack Smith     | Jack Smith            | Pontiac     | 2     | 197  | i.u.       |
| 3       | 34  | Wendell Scott  | Scott Racing          | Chevrolet   | 11    | 194  | i.u.       |
| 4       | 27  | Tommy Irwin    | Melvin Bradley        | Chevrolet   | 3     | 194  | i.u.       |
| 5       | 4   | Rex White      | Rex White             | Chevrolet   | 1     | 192  | i.u.       |
| 6       | 62  | Curtis Crider  | Curtis Crider         | Mercury     | 14    | 190  | i.u.       |
| 7       | 61  | Sherman Utsman | Sherman Utsman        | Ford        | 10    | 186  | i.u.       |
| 8       | 19  | Herman Beam    | Herman Beam           | Ford        | 20    | 185  | i.u.       |
| 9       | 86  | Buddy Baker    | Buck Baker Racing     | Chrysler    | 15    | 176  | i.u.       |
| 10      | 60  | Tom Cox        | Ray Herlocker         | Plymouth    | 12    | 172  | i.u.       |
| 11      | 118 | Bob Cooper     | Toy Bolton            | Ford        | 16    | 167  | i.u.       |
| 12      | 18  | Stick Elliott  | Toy Bolton            | Pontiac     | 17    | 147  | i.u.       |
| 13      | 48  | Floyd Powell   | Floyd Powell          | Chevrolet   | 13    | 142  | i.u.       |
| 14      | 49  | Bob Welborn    | J.C. Parker           | Pontiac     | 9     | 124  | i.u.       |
| 15      | 11  | Ned Jarrett    | B.G. Holloway         | Chevrolet   | 7     | 118  | i.u.       |
| 16      | 1   | George Green   | Jess Potter           | Chevrolet   | 8     | 104  | i.u.       |
| 17      | 26  | Earl Brooks    | Brooks Racing         | Chevrolet   | 18    | 91   | i.u.       |
| 18      | 87  | Buck Baker     | Buck Baker Racing     | Chrysler    | 6     | 57   | i.u.       |
| 19      | 8   | Joe Weatherly  | Bud Moore Engineering | Pontiac     | 5     | 45   | i.u.       |
| 20      | 6   | Mark Hurley    | i.u.                  | Ford        | 21    | 15   | i.u.       |
| 21      | 36  | Larry Thomas   | Wade Younts           | Dodge       | 19    | 15   | i.u.       |
| Källor: |     |                |                       |             |       |      |            |